# Jan Polanc
Jan Polanc, slovenski kolesar, * 6. maj 1992, Kranj.
Polanc je člansko kariero začel v klubu Radenska leta 2011. Leta 2013 je prestopil v italijanski klub Lampre-Merida, istega leta je osvojil drugo mesto v skupnem seštevku Dirke po Sloveniji. Leta 2015 je v peti etapi Dirke po Italiji dosegel etapno zmago, drugo za slovensko kolesarstvo na Giru. Leta 2023 se je prisilno upokojil zaradi odkritih nepravilnosti na srcu.

## Pomembnejša tekmovanja

### Tritedenske etapne dirke
| Grand Tour        | 2014 | 2015 | 2016 | 2017 | 2018 | 2019 | 2020 | 2021 | 2022 |
| ----------------- | ---- | ---- | ---- | ---- | ---- | ---- | ---- | ---- | ---- |
| Dirka po Italiji  | 42   | 53   | —    | 11   | 32   | 14   | —    | —    | —    |
| Dirka po Franciji | —    | —    | 54   | —    | —    | —    | 40   | —    | —    |
| Dirka po Španiji  | —    | —    | —    | 38   | —    | —    | —    | 41   | 12   |

## Zasebno
Tudi njegov oče Marko je bil kolesar. 24. oktobra 2021 se je poročil.